# Titularbistum Putia in Numidia
Putia in Numidia ist ein Titularbistum der römisch-katholischen Kirche. 
Das Bistum Putia in Numidia war in Numidien angesiedelt, einer historischen Landschaft in Nordafrika, die weite Teile der heutigen Staaten Tunesien und Algerien umfasst.
| Titularbischöfe von Putia in Numidia |                          |                                         |                    |                   |
| Nr.                                  | Name                     | Amt                                     | von                | bis               |
| 1                                    | James Richard Ham MM     | Weihbischof in Guatemala (Guatemala)    | 28. November 1967  | 20. Dezember 2002 |
| 2                                    | Cornelius Sim            | Apostolischer Vikar von Brunei (Brunei) | 20. Oktober 2004   | 28. November 2020 |
| 3                                    | Osório Citora Afonso IMC | Weihbischof in Maputo (Mosambik)        | 21. September 2023 | 25. Juli 2025     |